# Trebbiano di Soave
Die Weißweinsorte Trebbiano di Soave ist eine autochthone Rebsorte Norditaliens und gehört zur großen Familie der Trebbiano-Reben. Ihr Anbau wird in den Provinzen Verona und Brescia in den Regionen Venetien und Lombardei empfohlen. Im Jahr 1999 wurde eine bestockte Rebfläche von 2.449 Hektar erhoben.
Die spätreifende Sorte treibt spät aus, ist wuchsstark und sehr ertragskräftig. Die reinsortigen Weißweine sind von strohgelber bis goldgelber Farbe und einfacher Qualität. Die Rebsorte wird verwendet in den DOC-Weinen Capriano del Colle, Castelli Romani, Colli Berici Garganega, Lugana, Recioto di Soave und Soave.
Siehe auch den Artikel Weinbau in Italien sowie die Liste von Rebsorten.

## Ampelographische Sortenmerkmale
In der Ampelographie wird der Habitus folgendermaßen beschrieben:
- Die Triebspitze ist offen. Sie ist leicht weißwollig behaart und leicht karminrot gefärbt. Die Jungblätter sind leicht wollig behaart und von gelb-grünlicher Farbe.
- Die mittelgroßen  Blätter sind dreilappig (selten ungelappt oder fünflappig) und schwach gebuchtet. Die Stielbucht ist lyren-förmig offen. Das Blatt ist stumpf gezahnt. Die Zähne sind im Vergleich zu anderen Sorten eng gesetzt. Die Blattoberfläche (auch Blattspreite genannt) ist glatt.
- Die walzenförmige Traube ist mittelgroß bis groß, länglich,  geschultert und mäßig dichtbeerig. Die rundlichen Beeren sind mittelgroß und von grünlicher Farbe. Die Schale der Beere ist dünnwandig.

Die wuchskräftige Rebsorte reift ca. 35 Tage nach dem Gutedel und gilt somit als sehr spät reifend.

## Synonyme
Die Rebsorte Trebbiano di Soave ist auch unter den Namen Angelica, Boschera, Boschera Bianca, Duropersico, Giallo, Lugana, Maggiore, Marchigiano, Mazzanico, Niuivres, Peloso, Pevarise, Peverella, Peverello, Peverenda, Peverise Bianco, Pexerenda, Pfeffer, Pfefferer, Pfeffertraube, Pievana, Terbiana, Torbiana, Torbiano, Trebbiano di Lonigo, Trebbiano di Lugana, Trebbiano di Soave, Trebbiano di Valtenesi, Trebbiano di Verona, Trebbiano Nostrano, Trebbiano Valtenesi, Trebbiano Verde, Trebbiano Veronese, Turbiana, Turbiana Moscato, Turbiana Vicentina, Turbiano, Turbiano Moscato, Turviana, Uva Aminea, Uva Marana, Uva Verde, Uva Vulpina, Vedecchio, Verdacchio, Verdaro, Verdea, Verdea Bianca, Verdecchio di Montelupo, Verdella, Verdello, Verdello Duro Persico, Verdetto, Verdic, Verdicchia, Verdicchio, Verdicchio Dolce, Verdicchio Doratel, Verdicchio Doratello, Verdicchio Giallo, Verdicchio Giallo Dorato, Verdicchio Marchigiano, Verdicchio Marino, Verdicchio Moro, Verdicchio Peloso, Verdicchio Scroccarello, Verdicchio Seroccarello, Verdicchio Straccione, Verdicchio Stretto, Verdicchio Verdaro, Verdicchio Verde, Verdicchio Vero, Verdicchio Verzaro, Verdicchio Verzello, Verdichio Bianko, Verdicio Bianko, Verdina, Verdone, Verdurella, Verdusca, Verduschia, Verdusco, Verzaro und Verzello Verde bekannt.

## Die Familie der Trebbiano-Reben
In der im Jahr 2001 veröffentlichten Studie Genetic studies on Trebbiano and morphologically related varieties by SSR and AFLP markers wurde festgestellt, dass zwischen den vielen Trebbiano-Sorten kaum verwandtschaftliche Bindungen bestehen. Allein morphologisch teilen sich die Sorten ähnliche Merkmale wie die weißlich-gelbe Beerenfarbe, die Größe der Trauben, die späte Reife sowie die starke Wüchsigkeit. Gemäß einer Hypothese von Thomas Hohnerlein-Buchinger aus dem Jahr 1996 stammt der Name nicht von der bei Plinius erwähnten Sorte Trebulanus ab, sondern vom fränkischen Begriff Draibio, der für starke Wüchsigkeit stehe. Karl der Große habe bei der Eroberung des Langobardischen Reiches für eine zügige Neuanlage brachliegender Rebflächen gesorgt und dabei stark wüchsige Sorten empfohlen.